# Rede Paulista de Inovação em Governo
O projeto Rede Paulista de Inovação em Governo, ou simplesmente iGovSP, tem como objetivo criar um espaço de compartilhamento de experiências geradas por um conjunto de mais de 600 mil servidores da administração do Estado de São Paulo. Esse contexto só é possível através da utilização de ferramentas web 2.0 que possibilitam a troca de informação e produção coletiva de conteúdo de forma simples, rápida e com custo reduzido. No projeto o servidor assume papel de protagonista da rede gerando conteúdo de forma autônoma, compartilhando informações, trocando idéias e trabalhando colaborativamente.

## Sobre o Projeto
O serviço público, como um todo, possui um elevado número de talentos produzindo soluções inovadoras. Estas experiências ficam, no entanto, na maioria dos casos, restritas ao local onde foram desenvolvidas. Assim, o governo, como um todo, não se apropria dessa inteligência, que têm por isso sua amplitude muito diminuída.
Consciente desta situação, o Sistema de Estímulo à Inovação, colocado à disposição pela Secretaria de Gestão Pública, objetiva criar um espaço moderno e desburocratizado para mostra de soluções e experiências geradas por um conjunto de mais de 600 mil servidores, de modo a que estas ultrapassem o âmbito local e setorial onde nasceram, e possam ser observadas e apropriadas de forma ampla, incrementando a inteligência do Governo do Estado de São Paulo, como instituição.
As duas maiores marcas deste ambiente e-gov, que o diferenciam de projetos anteriores, dizem respeito à produção de conteúdo e à adoção de ferramentas tecnológicas revolucionárias.
O conteúdo da Rede é construído voluntariamente pelo próprio servidor de forma descentralizada. Qualquer servidor que tenha o interesse em colaborar para melhoria do Estado pode se tornar, com a sua iniciativa, um ponto na Rede. A base de conhecimento gerada é composta de relatos, histórias, problemas não resolvidos ou já superados, soluções criativas, casos de envolvimento da comunidade, entre outras informações relevantes. Todas as informações são compartilhadas através das ferramentas sociais, como blogs, wikis, canal de áudio, canal de vídeo etc.
O projeto tem em sua essência a multiplicação do conhecimento, com o surgimento de novos pontos que possibilitam compartilhar iniciativas voltadas para a melhoria da gestão pública e aprimoramento dos serviços prestados à população. A Rede é composta, até o presente momento, por seis blogs, dois portais, quatro canais de vídeos, um tutorial (em formato de wiki e canal de vídeo), um canal interativo e um canal de áudio.
Dessa forma, a Rede Paulista de Inovação em Governo incentiva o compartilhamento de experiências inovadoras por meio da utilização e instrução do uso de ferramentas web 2.0 pelos servidores públicos, totalmente gratuitas e de fácil interação com o usuário. As ferramentas sociais são partes integrantes e essenciais ao projeto que coloca em contato servidores públicos com foco em inovação em Governo estimulando a criatividade e a diminuição do retrabalho, uma vez que dá luz às experiências locais que poderiam ser facilmente replicadas no governo como um todo.
Essa experiência de aplicação das ferramentas da Web 2.0 no ambiente da administração pública demonstra as possibilidades desse tipo de projeto, e quais ganhos podem ser obtidos pelas diversas esferas de administração.

## Portal iGovSP
É o conector das iniciativas da Rede. O objetivo do portal é consolidar as novidades que ocorrem na Rede Paulista de Inovação, como por exemplo, o surgimento de novos pontos na Rede, externos aos desenvolvedores do projeto, ou mesmo a produção de novos conteúdos pelo iGovSP.  O portal é atualizado semanalmente com a inclusão de novos conteúdos, sendo um espaço de convergência das ações da rede, uma vez que disponibiliza informações sobre o projeto e ilumina todos os pontos existentes da Rede. O Portal iGovSP além de representar um ponto na Rede ele tem como objetivo iluminar os demais pontos que compõem a Rede, como os blogs, canais de vídeos, wikis, podcasts, comunidades e outros produtos de inovação.

## Blogs
O Projeto conta com uma série de blogs.
O Blog iGovBrasil tem como objetivo compartilhar os exemplos de inovação que promovam o bem estar dos cidadãos e a melhoria de gestão pública nas iniciativas do governo de vários países. Busca-se, dessa forma, abrir discussões sobre a aplicação de iniciativas no Governo do Estado de São Paulo. O blog utilizasse de comentários e da possibilidade de classificação das notícias apresentadas para incentivar a interação com o leitor e criar um espaço de discussão sobre os tópicos apresentados. A atualização é realizada semanalmente e, através do uso do RSS, as chamadas das notícias são também transmitidas ao Portal iGovSP.  Desde o seu lançamento, em 2007, o blog já consta de 120 postagens.
O Blog iGovSP tem a função informativa de relatar as experiências inovadoras que foram promovidas pelos servidores públicos do Estado de SP. Ele representa uma forma de compartilhar boas práticas que ficam ocultas ou restritas ao âmbito local. O blog iGovSP tem identidade visual com a Rede iGovSP, agregando, por exemplo, os vídeos disponibilizados pelos canais de vídeos do iGovSP assim como os blogs que compõem a rede.  Desde Dezembro de 2008, já foram publicadas 31 postagens.
O Blog iGovSaber é um espaço virtual destinado a divulgação de conteúdo sobre gestão do conhecimento e inovação no serviço público no âmbito nacional e internacional. O blog disponibiliza uma série de informações em diversos formatos como textos, apresentações, vídeos, recomendações bibliográficas e podcasts. O iGovSaber também tem como identidade visual a Rede iGovSP e é atualizado semanalmente, sempre com informações provenientes de pesquisadores e especialistas nos temas de Gestão do Conhecimento e Inovação, o que reforça a credibilidade das informações postadas e mantém o interesse do público alvo. Desde sua criação em maio de 2008, já foram publicadas 29 postagens.
O Projeto SMS tem como objetivo criar pilotos de utilização de SMS em serviços públicos. Nesse sentido, a gestão do projeto é realizada por meio de dois blogs. O primeiro é um blog privado, ou seja, somente as pessoas envolvidas no projeto têm acesso tanto à leitura como à redação no blog representando uma ferramenta para coordenar as ações, centralizar a comunicação e documentos referentes ao projeto etc. Já o segundo, o “Projeto SMS” é um blog público que não é usado diretamente na gestão cotidiana do projeto, mas sim para a comunicação do seu andamento, resultados e documentos ao público em geral. O blog SMS é atualizado de acordo com a freqüência de novidades no projeto SMS, assim para facilitar o acompanhamento os leitores podem utilizar feeds. Desde sua criação em maio de 2008, já foram publicados 11 postagens informativas sobre o projeto.
O projeto é inovador não só pela gestão, mas por propor o uso de mensagens SMS (popularmente conhecidas como torpedo) para a prestação de serviços aos cidadãos paulistas.
O Portal Compras Públicas Sustentáveis é um espaço informativo que possibilita a troca de informação e criação conjunta de conteúdo com a finalidade de incentivar hábitos sustentáveis e compartilhar experiências de sucesso pelos servidores públicos. O conteúdo do Portal é criado de forma colaborativa, por exemplo, pela publicação de notícias pelos órgãos ou entidades que fazem parte da Comissão Interna de Contratação Pública Sustentável ou pelo wiki de Compras Sustentáveis que disponibiliza conceitos referentes ao tema. Além disso, as informações são apresentadas de diversas formas, texto, RSS, foto e vídeo.
O conteúdo discutido no site abrange as ações ambientais das comissões e secretarias públicas, notícias sobre sustentabilidade, leis e decretos, publicações, estudos de sustentabilidade em diversos setores, como educação, saúde, segurança e transporte.

## Canal de Podcast Pensando Alto
O propósito do canal de áudio é promover, como em uma programação de rádio, o debate, as idéias, as novidades e acontecimentos nacionais e internacionais em tecnologia, governo e inovação. O público pode participar dando sua opinião através de comentários direcionados a cada podcast. A utilização da ferramenta podcast possibilita que cada programa possa ser ouvido online no próprio canal ou ser baixados para serem ouvidos a qualquer hora e qualquer lugar. O canal Pensando Alto foi lançado em agosto desse ano e conta com seis programas. Os debates são realizados quinzenalmente.

## Tutorial iGovExplica
Os tutoriais que compõem o iGovExplica têm por objetivo apresentar e explicar a utilização das ferramentas Web 2.0, para que o servidor se sinta estimulado a utilizá-las em seu trabalho. O tutorial é composto por um wiki e por um canal de vídeo com o objetivo de instruir conceitualmente a web 2.0 e sua aplicabilidade aos servidores públicos.
O wiki iGovExplica disponibiliza os tutoriais em formato de texto, imagens, vídeos e slides que possibilitam a fácil compreensão de todo o conteúdo pelo leitor. Por ser feito em uma plataforma wiki, o conteúdo é revisado semanalmente, fazendo com que o tutorial esteja sempre atualizado e melhorado. O wiki consta até o momento de tutoriais completos sobre blogs e wikis, compreendendo além do passo a passo para criar e configurar a conta nas ferramentas, dicas sobre a sua utilização e exemplos da utilização das ferramentas sociais pelos governos.

## Canais de Vídeo
O canal de vídeo iGovExplica utiliza duas abordagens para o tutorial de cada ferramenta web 2.0: vídeo com a explicação passo a passo de criação e utilização da ferramenta e vídeo para sensibilizar o servidor público a utilizá-las, com a identificação de alguns casos de uso pelos servidores públicos das ferramentas web 2.0.
Os vídeos foram criados com recursos de baixo custo e de fácil acesso. Já estão no ar 5 vídeos para o canal iGovExplica: “o que é blog”, “blog passo a passo”, “o que é wiki”, “wiki passo-a-passo”, “o que é fórum”.
O Canal de vídeo iGovFlashs é fruto de palestras realizadas sobre temas de gestão do conhecimento, inovação, ferramentas sociais, gestão pública, entre outros. O objetivo é transmitir os momentos mais interessantes das palestras realizadas por nomes de referência nacional e internacional sobre os temas abordados. Os vídeos ficam disponibilizados no canal iGovFlashs e são também relatados no iGovSaber com postagens referentes às palestras assistidas e gravadas pelos membros do iGovSP.
No Canal de vídeo Persona, personalidades do meio acadêmico, do setor público, do setor privado mostram sua opinião sobre assuntos variados como gestão do conhecimento, inovação e gestão pública. As entrevistas são realizadas geralmente após as palestras ministradas por essas personalidades, sendo os entrevistados questionados pontos relevantes da apresentação. O Canal Persona, até o presente momento, consta de seis entrevistas
O canal “O que você pensa?” mostra a opinião de especialistas e servidores sobre um conceito ou um tema. O canal tem como objetivo formar um mosaico de opiniões com a disponibilização de trechos curtos de vídeos com a resposta do entrevistado sobre o tema. O tema atual do canal é “O que você pensa sobre inovação” e já possui a opinião de cinco entrevistados que são estudiosos, técnicos ou especialistas sobre os temas de inovação em governo.
O IPTV USP tem como objetivo principal permitir acesso amplo a informações educacionais, científicas e culturais produzidas na Universidade de São Paulo, democratizando o conhecimento gerado nesta instituição. Para cumprir tal objetivo o projeto tem um produto de escopo amplo, que atende não só as necessidades relacionadas ao processo de publicação e consumo de vídeos e eventos, mas que também permite uma gerência e centralização mais efetiva dos serviços e conteúdos audiovisuais e a criação de grupos e comunidades de discussão entorno de temas comuns e relacionados aos vídeos.
O Canal de transmissão interativo iGovSP é uma plataforma para a transmissão ao vivo de palestras e eventos, que permite a interação do público através de debates em chats. O canal iterativo também oferece a possibilidade de publicação de fotos dos eventos e disponibiliza uma lista de links dos pontos que compõem a rede. Quando não há nenhum evento, ocorre a transmissão de vídeos relacionados à inovação no setor público.

## Comunidade NósGov
A comunidade NósGov tem o objetivo de ser um ambiente colaborativo entre os servidores públicos interessados em promover a inovação. Cada servidor público que é membro da comunidade tem um perfil e pode ser atuante nos debates ocorridos nos fóruns, postar vídeos, fotos ou eventos. Dessa forma, a comunidade criada em plataforma totalmente gratuita é um espaço propício para debates e integração dos servidores públicos, gerando e compartilhando conhecimento.